# Maria M. Gosse
Maria Margarete Gosse (Múnich, 6 de julio de 1962) es una diplomática alemana. Desde el año 2022 es embajadora de la República Federal de Alemania en España. De 2018 a 2022 fue directora de la Dirección General Central del Ministerio Federal de Relaciones Exteriores en Berlín.

## Biografía
De 1982 a 1990 estudió Derecho en las universidades de Múnich y Ratisbona. En 1993 aprobó el segundo examen jurídico de Estado.

## Trayectoria laboral
En 1994 Maria Margarete Gosse ingresó en el Servicio Exterior. Inició su carrera diplomática como asesora técnica en el gabinete de los secretarios de Estado del Ministerio Federal de Relaciones Exteriores en Bonn. En 1996 asumió su primer destino en el exterior, el de cónsul del Consulado General en Barcelona. A este cargo le siguieron el de asesora técnica en la División de Asuntos Generales de Personal y en el gabinete del ministro en el Ministerio Federal de Relaciones Exteriores en Berlín. En 2004 y durante un año realizó un curso de lengua china. A continuación fue destinada a la Embajada en Pekín en calidad de jefa de Prensa (2005 – 2008). De regreso en Berlín asumió el cargo de directora adjunta de la División para el Cáucaso y Asia Central. De 2010 a 2012 estuvo destinada en la Embajada de Alemania en París en calidad de jefa de la sección de Asuntos Jurídicos y Consulares. 
Entre los años 2014 y 2017 Maria Margarete Gosse fue jefa de la División de Asuntos Generales de Personal y Principios Organizativos en el Ministerio Federal de Relaciones Exteriores en Berlín. A continuación y durante un año fue directora para Cuestiones Jurídicas y Consulares, incluidos Asuntos Migratorios. De 2018 a 2022 fue directora de la Dirección General Central del Ministerio Federal de Relaciones Exteriores en Berlín. El 22 de agosto de 2022 asumió el cargo de embajadora de la República Federal de Alemania en España.

## Otras actividades
Miembro del Advisory Council on German Federal Administration and Civil Society